# Полидендро (дем Гревена)
 Тази статия е за селото в дем Гревена.  За селото в дем Бер вижте Полидендро (дем Бер).  
Полидендро или Спата (на гръцки: Πολύδενδρο; катаревуса: Πολύδενδρον, Полидендрон до 1927 година: Σπάτα, Спата) е село в Република Гърция, в дем Гревена, област Западна Македония.

## География
Селото е разположено на 660 m, надморска височина, на около 15 km северно от град Гревена. На север граничи с населишкото село Трапезица. Землището му се простира по дясната (югозападна) страна на река Бистрица (Алиакмонас).

## История

### В Османската империя
В края на XIX век Спата е гръцко християнско село в северния край на Гребенската каза на Османската империя. Според статистиката на Васил Кънчов („Македония. Етнография и статистика“) в 1900 година в Спата живеят 178 гърци християни.
На Етнографската карта на Битолския вилает на Картографския институт в София от 1901 година Спата (Спалта) е чисто гръцко село в Гревенската каза на Серфидженския санджак с 35 къщи.
Според статистика на Серфидженския санджак на гръцкото консулство в Еласона от 1904 година в Спата (Σπάτα), Гревенска каза, живеят 175 гърци елинофони християни.

### В Гърция
През Балканската война в 1912 година в селото влизат гръцки части и след Междусъюзническата в 1913 година Спата остава в Гърция. През 1927 година името на селото е сменено на Полидендро.
Населението произвежда жито, овошки и градинарски култури, като частично се занимава и със скотовъдство.
| Година    | 1913 | 1920 | 1928 | 1940 | 1951 | 1961 | 1971 | 1981 | 1991 | 2001 | 2011 | 2021 |
| --------- | ---- | ---- | ---- | ---- | ---- | ---- | ---- | ---- | ---- | ---- | ---- | ---- |
| Население | 242  | 236  | 324  | 391  | 364  | 360  | 320  | 296  | 245  | 250  | 172  | 124  |